# San Pietro in Vincoli (titolo cardinalizio)
San Pietro in Vincoli (in latino: Titulus Sancti Petri ad Vincula) è un titolo cardinalizio probabilmente istituito da papa Simmaco intorno al 490, ed è presente nell'elenco del sinodo romano del 1º marzo 499. Nel Liber Pontificalis, alle biografie di papa Adriano I e di papa Leone III, il titolo viene chiamato Eudoxiae ad Vincula, poiché nel tesoro della chiesa sulla quale insiste il titolo sono conservate le catene con le quali san Pietro fu incatenato. Secondo il catalogo di Pietro Mallio, stilato sotto il pontificato di papa Alessandro III, il titolo era collegato alla basilica di San Lorenzo fuori le mura ed i suoi preti vi celebravano messa a turno. Il titolo insiste sulla basilica di San Pietro in Vincoli.
Dal 20 novembre 2010 il titolare è il cardinale Donald William Wuerl, arcivescovo emerito di Washington.

## Titolari
Si omettono i periodi di titolo vacante non superiori ai 2 anni o non storicamente accertati.
- Andromaco (590 - ?)
- Romano (? - agosto 897 eletto papa con il nome di Romano)
- Faustino (956 - prima del 964)
- Giorgio (964 - prima del 972)
- Giuliano (?) (972 - ?)
- Fasano (circa 1000 - gennaio 1004, eletto papa con il nome di Giovanni XVIII)
- Adeodato(o Dieudonné, o Deusdedit) (1073 - circa 1088)
- Alberico (1088 - 1100)
- Benedetto (1100 ? - dopo il 1118)
- Matteo (1126 o 1127 - 1137 o 1138 deceduto)
- Cosma (1137 - prima del 1158 deceduto)
- Guglielmo Matingo (o Matengo), O.Cist. (marzo 1158 - 1176 nominato cardinale vescovo di Porto e Santa Rufina)
- Eguillino (dopo il 1176 - prima del 1182 deceduto)
- Matteo, C.R.L. (1182 - dicembre 1182 deceduto)
- Pietro (12 marzo 1188 - 1191 deceduto)
- Bernardo, Canonico regolare di San Frediano di Lucca (1193 - 1204)
- Pietro Colonna, in commendam (1288 nominato cardinale presbitero dei Santi XII Apostoli)
  - Pietro Oringa (o Henrici, o Orrighi, o Oringhius) (15 maggio 1328 - 1330 ? deceduto), pseudocardinale dell'antipapa Niccolò V
- Hélie de Talleyrand-Périgord (25 maggio 1331 - 4 novembre 1348 nominato cardinale vescovo di Albano)
- Anglico de Grimoard, C.R.S.A. (18 settembre 1366 - 17 settembre 1367 nominato cardinale vescovo di Albano)
  - Pierre Girard (o Pietro Girard de Podio) (dicembre 1390 - 13 giugno 1405 nominato cardinale vescovo di Frascati), pseudocardinale dell'antipapa Clemente VII
- Antonio Arcioni (12 giugno 1405 - 21 luglio 1405 deceduto)
- Antonio Correr, C.R.S.G.A. (9 maggio 1408 - 9 maggio 1409 nominato cardinale vescovo di Porto e Santa Rufina)
  - João Alfonso Esteves de Azambuja (o de Zambuya) (6 giugno 1411 - 23 gennaio 1415 deceduto), pseudocardinale dell'antipapa Giovanni XXIII
  - Dominique de Bonnefoy (o de Bonne-Espérance), Cart. (22 maggio 1423 - 1430 deceduto), pseudocardinale dell'antipapa Benedetto XIII
- Juan de Cervantes (27 maggio 1426 - 27 marzo 1447 nominato cardinale vescovo di Ostia-Segni)
- Nicola Cusano (3 gennaio 1449 - 12 agosto 1464 deceduto)
  - Titolo vacante (1464 - 1467)
- Francesco della Rovere, O.Min. (20 novembre 1467 - 9 agosto 1471 eletto papa con il nome di Sisto IV)
- Giuliano della Rovere (22 dicembre 1471 - 19 aprile 1479); in commendam (19 aprile 1479 - 1º novembre 1503 eletto papa con il nome di Giulio II)
- Galeotto Franciotti della Rovere (6 dicembre 1503 - 11 settembre 1508 deceduto)
- Sisto Gara della Rovere (11 settembre 1508 - 8 marzo 1517 deceduto)
- Leonardo Grosso della Rovere (9 marzo 1517 - 17 settembre 1520 deceduto)
- Silvio Passerini (17 settembre 1520 - 5 gennaio 1521 nominato cardinale presbitero di San Lorenzo in Lucina)
- Alberto di Hohenzollern (5 gennaio 1521 - 24 settembre 1545 deceduto)
- Jacopo Sadoleto (27 novembre 1545 - 18 ottobre 1547 deceduto)
- Jean du Bellay (26 ottobre 1547 - 9 aprile 1548 nominato cardinale presbitero pro hac vice di Sant'Adriano al Foro)
- Giulio Feltrio della Rovere, diaconia pro illa vice (9 aprile 1548 - 8 agosto 1567); (8 agosto 1567 - 12 aprile 1570 nominato cardinale vescovo di Albano)
- Giovanni Antonio Serbelloni (12 aprile 1570 - 9 giugno 1570 nominato cardinale presbitero di San Clemente)
- Antoine Perrenot de Granvelle (9 giugno 1570 - 9 luglio 1578 nominato cardinale presbitero di Santa Maria in Trastevere)
- Stanislao Osio (9 luglio 1578 - 3 ottobre 1578 nominato cardinale presbitero di Santa Maria in Trastevere)
- Marco Sittico Altemps (3 ottobre 1578 - 17 agosto 1579 nominato cardinale presbitero di San Clemente)
- Alfonso Gesualdo di Conza (o Gonza) (17 agosto 1579 - 5 dicembre 1580 nominato cardinale presbitero di San Clemente)
- Marcantonio Colonna (5 dicembre 1580 - 13 ottobre 1586 nominato cardinale presbitero di San Lorenzo in Lucina)
- Girolamo della Rovere (14 gennaio 1587 - 7 febbraio 1592 deceduto)
- Alessandro Ottaviano de' Medici (14 febbraio 1592 - 27 aprile 1594 nominato cardinale presbitero di Santa Prassede)
- François de Joyeuse (27 aprile 1594 - 24 marzo 1604 nominato cardinale vescovo di Sabina)
- Girolamo Agucchi (o Agucchi) (25 giugno 1604 - 27 aprile 1605 deceduto)
- Cinzio Passeri Aldobrandini (1º giugno 1605 - 1º gennaio 1610 deceduto)
- Lanfranco Margotti (11 gennaio 1610 - 28 novembre 1611 deceduto)
- Bartolomeo Cesi (5 dicembre 1611 - 7 gennaio 1613 nominato cardinale presbitero di Santa Prassede)
- Bonifazio Bevilacqua Aldobrandini (7 gennaio 1613 - 29 marzo 1621 nominato cardinale presbitero di Santa Maria in Trastevere)
- François d'Escoubleau de Sourdis (29 marzo 1621 - 13 ottobre 1621 nominato cardinale presbitero di Santa Prassede)
- Michelangelo Tonti (13 ottobre 1621 - 21 aprile 1622 deceduto)
- Luigi Capponi (2 maggio 1622 - 20 agosto 1629 nominato cardinale presbitero di San Lorenzo in Lucina)
- Laudivio Zacchia (17 settembre 1629 - 30 agosto 1637 deceduto)
- Antonio Barberini, O.F.M.Cap. (7 settembre 1637 - 26 maggio 1642 nominato cardinale presbitero di Santa Maria in Trastevere)
- Bernardino Spada (22 maggio 1642 - 19 febbraio 1646 nominato cardinale vescovo di Albano)
- Marzio Ginetti (19 febbraio 1646 - 23 settembre 1652 nominato cardinale presbitero di Santa Maria in Trastevere)
- Giovanni Battista Maria Pallotta (23 settembre 1652 - 21 aprile 1659 nominato cardinale presbitero di Santa Maria in Trastevere)
- Ulderico Carpegna (21 aprile 1659 - 21 novembre 1661 nominato cardinale presbitero di Santa Maria in Trastevere)
- Federico Sforza (21 novembre 1661 - 24 maggio 1676 deceduto)
- Emmanuel Théodose de la Tour d'Auvergne (19 ottobre 1676 - 19 ottobre 1689 nominato cardinale vescovo di Albano)
- Piero Bonsi (19 ottobre 1689 - 28 novembre 1689 nominato cardinale presbitero di Sant'Eusebio)
- Savio Mellini (12 dicembre 1689 - 10 febbraio 1701 deceduto)
- Marcello Durazzo (21 febbraio 1701 - 27 aprile 1710 deceduto)
- Fulvio Astalli (7 maggio 1710 - 16 aprile 1714 nominato cardinale vescovo di Sabina)
- Ferdinando d'Adda (16 aprile 1714 - 21 gennaio 1715 nominato cardinale vescovo di Sabina)
- Lorenzo Casoni (21 gennaio 1715 - 19 novembre 1720 deceduto)
- Lorenzo Corsini (16 dicembre 1720 - 19 novembre 1725 nominato cardinale vescovo di Frscati)
- Gianantonio Davia (19 novembre 1725 - 11 febbraio 1737 nominato cardinale presbitero di San Lorenzo in Lucina)
- Vincenzo Petra (11 febbraio 1737 - 16 settembre 1740 nominato cardinale vescovo di Palestrina)
- Francesco Antonio Finy (16 settembre 1740 - 11 marzo 1743 nominato cardinale presbitero di Santa Maria in Trastevere)
- Niccolò Maria Lercari (11 marzo 1743 - 21 marzo 1757 deceduto)
- Antonio Andrea Galli, C.R.L. (23 maggio 1757 - 24 marzo 1767 deceduto)
- Gaetano Fantuzzi (6 aprile 1767 - 1º ottobre 1778 deceduto)
- Lazzaro Opizio Pallavicini (14 dicembre 1778 - 23 febbraio 1785 deceduto)
- Giuseppe Maria Doria Pamphilj (11 aprile 1785 - 20 settembre 1802 nominato cardinale presbitero di Santa Cecilia)
- Girolamo della Porta (20 settembre 1802 - 5 settembre 1812 deceduto)
  - Titolo vacante (1812 - 1816)
- Tommaso Arezzo (29 aprile 1816 - 29 maggio 1820 nominato cardinale vescovo di Sabina)
  - Titolo vacante (1820 - 1823)
- Paolo Giuseppe Solaro (24 novembre 1823 - 9 settembre 1824 deceduto)
  - Titolo vacante (1824 - 1827)
- Joachim-Jean-Xavier d'Isoard (17 settembre 1827 - 15 aprile 1833 nominato cardinale presbitero della Santissima Trinità al Monte Pincio)
- Castruccio Castracane degli Antelminelli (29 luglio 1833 - 22 gennaio 1844 nominato cardinale vescovo di Palestrina)
- Niccola Clarelli Paracciani (25 gennaio 1844 - 22 febbraio 1867 nominato cardinale vescovo di Frascati)
- Luis de la Lastra y Cuesta (12 luglio 1867 - 5 maggio 1876 deceduto)
- Giovanni Simeoni (18 dicembre 1876 - 14 gennaio 1892 deceduto)
- Ignazio Persico, O.F.M.Cap. (19 gennaio 1893 - 7 dicembre 1895 deceduto)
- Adolphe-Louis-Albert Perraud, C.O. (25 giugno 1896 - 10 febbraio 1906 deceduto)
- Désiré-Joseph Mercier (18 aprile 1907 - 23 gennaio 1926 deceduto)
- Luigi Capotosti (24 giugno 1926 - 16 febbraio 1938 deceduto)
  - Titolo vacante (1938 - 1946)
- Teodósio Clemente de Gouveia (22 febbraio 1946 - 6 febbraio 1962 deceduto)
- Léon-Joseph Suenens (22 marzo 1962 - 6 maggio 1996 deceduto)
- Jean Marie Julien Balland (21 febbraio 1998 - 1º marzo 1998 deceduto)
  - Titolo vacante (1998 - 2001)
- Louis-Marie Billé (21 febbraio 2001 - 22 luglio 2001 nominato cardinale presbitero della Santissima Trinità al Monte Pincio)
- Pio Laghi (26 febbraio 2002 - 10 gennaio 2009 deceduto)
- Donald William Wuerl, dal 20 novembre 2010